# 唐月梅
唐月梅（1931年5月5日—2023年1月7日），越南华人，籍贯海南省文昌市，毕业于北京大学日本文学专业，中国大陆翻译家。

## 生平
1931年，唐月梅出生在法属印度支那西贡堤岸（今越南）的一个华人聚居区，籍贯海南省文昌市。
1956年，唐月梅从北京大学东方语言文学系日本文学专业毕业。之后，唐月梅在中华人民共和国对外文化联络委员会、中国社会科学院工作。唐月梅曾是横滨市立大学客座教授。
1978年，唐月梅开始发表作品。
1982年，唐月梅加入中国作家协会。
2023年1月7日5时30分（北京时间），唐月梅于旧金山逝世，享年91岁。

## 家庭
唐月梅丈夫叶渭渠，知名日本文学翻译家，1956年，两人结婚，叶渭渠也是越南华人，两人中学时代开始相识，也毕业于北京大学东方语言文学系日文专业。

## 译著

### 三島由紀夫系列
- 三島由紀夫. . 上海市: 上海譯文出版社. 2013-06-01. ISBN 9787532754748.
- 三島由紀夫. . 上海市: 上海譯文出版社. 2012-11-01. ISBN 9787532754427.
- 三島由紀夫. . 上海市: 上海譯文出版社. 2010-08-01. ISBN 9787532748822.
- 三島由紀夫. . 上海市: 上海譯文出版社. 2012-11-01. ISBN 9787532754366.
- 三島由紀夫. . 上海市: 上海譯文出版社. 2009-01-01. ISBN 9787532744343.
- 三島由紀夫. . 上海市: 上海譯文出版社. 2012-07-01. ISBN 9787532757411.

### 山崎丰子系列
- 《沙门良宽》（山崎丰子）
- 《日本文学史》（山崎丰子）
- 《浮华世家》（山崎丰子）

### 川端康成系列
- 川端康成. . 海南省: 南海出版公司. 2013-01-14. ISBN 9787544269797.
- 《湖》（川端康成）
- 《舞姬》（川端康成）
- 川端康成. . 海南省: 南海出版公司. 2013-01-14. ISBN 9787544268868.
- 《我在美丽的日本》（川端康成）

### 其他
- 《暗潮·射程》（井上靖）
- 《暗潮》（有吉佐和子）
- 《美的情愫》（东山魁夷）

## 著作
- 唐月梅; 季羡林. . 北京市: 昆仑出版社. 2008-01-01. ISBN 9787800409172.

## 奖项
- 《浮华世家》荣获中华人民共和国第一届优秀外国文学图书奖。